# Stanisław Pyrowicz
Stanisław Pyrowicz (ur. 10 października 1846 w Płocku, zm. 21 sierpnia 1916 w Warszawie) – polski prawnik autor prac prawniczych, publicysta, dziennikarz.
Skończył studia prawnicze na Wydziale Prawa i Administracji Szkoły Głównej Warszawskiej. Początkowo pracował jako adwokat w Płocku, gdzie w 1869 roku uzyskał aplikację sądową a od 1876 by adwokatem przysięgłym. W 1898 przeniósł się do Warszawie. Publikował w  czasopismach Ateneum, Gazecie Sądowej i Gazecie Handlowej; Prowadził dział polityki zagranicznej w „Nowej Gazecie". Pisał teksty z teorii prawa cywilnego i handlowego oraz filozofii prawa.
Był jednym z założycieli Stowarzyszenia Spożywczego i Kasy Zapomogowo-Pożyczkowej „Zgoda" w 1870 roku, gdzie pełnił funkcję sekretarza. Przez wiele lat wchodził w skład Zarządu Towarzystwa Literatów i Dziennikarzy Polskich i był jego członkiem honorowym.